# Barison

Stemma della famiglia Barison

I Barison (talvolta anche Barizani) furono una famiglia patrizia veneziana, annoverata fra le cosiddette Case Nuove.
Non vanno confusi con i Barison da Vigonza, di antica schiatta militare padovana.

## Storia
La tradizione vuole che i Barison fossero originari di Tolemaide di Siria.
Incerte sono le notizie sulla data d'aggregazione di questo casato al patriziato veneto: secondo alcune fonti, furono ammessi al Maggior Consiglio prima della serrata, nel 1296; secondo altre nel 1310 o nel 1317. Questa aggregazione "in ritardo", sfasata rispetto alle altre date di cooptazione di nuove famiglie al corpo patrizio, potrebbe essere spiegata con il fatto che i Barison, all'epoca della serrata, si trovavano a San Giovanni d'Acri, e furono ufficialmente accolti in Maggior Consiglio soltanto al loro rientro a Venezia. 
Questo casato si sarebbe estinto nella prima metà del secolo XV, forse nel 1421, in un Alessandro Barison, officiale al Fontego dei Tedeschi, o, secondo più recenti ipotesi, nel 1414.
Alcune cronache riportano un'altra famiglia con questo nome (non è chiaro se si tratti di un ramo secondario della stessa), proveniente da Candia e aggregato, nel 1381, nella persona di un certo Raffaello Barison da San Zulian, in virtù dell'appoggio garantito da quest'ultimo alla Repubblica durante la guerra di Chioggia contro Genova: questa casa si estinse in lui stesso, nel 1426.